# 贝内迪克特·瓦格纳
贝内迪克特·瓦格纳（德語：Benedikt Wagner，1990年6月14日—），德国男子击剑运动员，2014年世界击剑锦标赛男子佩剑团体金牌得主、2015年世界击剑锦标赛男子佩剑团体铜牌得主。